# John Sprinzel
John Sprinzel, geboren als Hans Helmut Otto Albrecht Sprinzel (Berlijn, 25 oktober 1930 - Molokai, 23 mei 2021) was een als Duits geboren Britse autocoureur, auteur en windsurfer. Hij stond bekend om zijn deelname aan saloon- en sportwagenraces en rallysport.

## Biografie

### Jonge jaren
Sprinzel werd geboren in Berlijn, maar zijn familie vertrok om de Jodenvervolging door de nazi's te vermijden. De jonge Hans werd bekend als John en kreeg in 1940 een Brits paspoort. In 1949, op 18-jarige leeftijd, begon hij met "grass tracking races" op zijn Ariel Red Hunter-motorfiets.

### Carrière
Hij eindigde als derde in het eerste British Saloon Car Championship in 1958, rijdend voor zijn eigen team 'Team Speedwell' in een Austin A35. Genavigeerd door de toekomstige BMC en Ford Competitions Manager Stuart Turner, won hij het British Rally Championship in 1959, met een Austin-Healey Sprite en een Alfa Romeo Giulietta TI. Tijdens internationale evenementen in 1960 won hij zijn klasse tijdens de 12-uursrace van Sebring en behaalde hij de 2e plaats in zowel de Liège-Rome-Liège als de RAC-rally. Deze successen werden allemaal behaald in de Austin-Healey Sebring Sprites, een auto die hij heeft ontwikkeld. Hij heeft drie memoires gepubliceerd: 'Sleepless Knights' (1962), 'Spritely Years' (1994) en 'Lucky John' (2013), waarbij de laatste titel verwijst naar zijn bijnaam. Ook heeft hij een tuninghandleiding gepubliceerd voor BMC-auto's genaamd 'Modified Motoring' (1959 en 1961). Hij schreef ook regelmatig motorsportcolumns voor gespecialiseerde tijdschriften en Britse nationale kranten, waaronder The Times en The Daily Telegraph.

### Pensioen
Sprinzel en zijn vrouw Caryl H. Hitchcock gingen later met pensioen, hoewel beiden nog steeds actief waren in de sport en het lokale gemeenschapswerk, naar het kleine Hawaïaanse eiland Molokai, een voormalige leprakolonie. Gedurende vele jaren was hij voorzitter van de planningsraad van het eiland.
Sprinzel overleed op 23 mei 2021 op 90-jarige leeftijd in het bijzijn van zijn vrouw Caryl op Molokai.